# Karol I (książę Brunszwiku)
Karol I (ur. 1 sierpnia 1713, zm. 26 marca 1780) –
niemiecki książę Brunszwiku-Bevern-Wolfenbüttel z dynastii Welfów.
Karol urodził się jako najstarszy syn Ferdynanda Alberta II i jego żony Antoniny. Młodość przyszłego księcia upłynęła na wojnach przeciwko Turkom pod rozkazami księcia Eugeniusza Sabaudzkiego.
W 1735 roku zmarł jego ojciec i książę brunszwicki pozostawiając mu ster rządów. Młody władca dał się poznać jako zwolennik rozwoju kultury. Na prośbę Jana Fryderyka Wilhelma Jeruzalema powołał w 1745 do życia Collegium Carolinum, szkołę wyższą, która istnieje do dziś jako Uniwersytet Techniczny w Brunszwiku. Zdołał też wynająć słynnego dramatopisarza, Gottholda E. Lessinga, jako bibliotekarza do Bibliotheca Augusta- książęcej biblioteki w Wolfenbüttel.
Książę nie zaniedbywał także gospodarki. Dzięki jego staraniom uruchomiono fürstenberską fabrykę porcelany. Wprowadził także przymusowe ubezpieczenie na wypadek pożaru. Mimo starań nie zdołał jednak zapanować na stanem państwowych finansów i w roku 1773 zarząd nad budżetem powierzył swojemu synowi i przyszłemu następcy, Karolowi Wilhelmowi.
Władca Brunszwiku zmarł 26 marca 1780 roku. Został pochowany w stołecznej katedrze.

## Rodzina
Ze swoją żoną, Filipą Charlottą doczekał się ośmiorga dzieci:
- Karol Wilhelm Ferdynand (1735-1806),
- Fryderyk August (1740-1805), oleśnicki
- Albert Henryk (1742-1761),
- Wilhelm Adolf (1745-1770),
- Maksymilian Juliusz Leopold (1752-1785);

- Zofia Karolina Maria (1737-1817), żona Fryderyka, margrabiego Brandenburgii-Bayreuth;
- Anna Amalia (1739-1807), żona Ernesta Augusta II, księcia Saksonii-Weimar-Eisenach;
- Elżbieta Krystyna (1746-1840), żona króla Fryderyka Wilhelma II;
- Augusta Dorota (1749-1803).